# 江头镇
江头镇，是中华人民共和国广东省南雄市下辖的一个乡镇级行政单位。

## 行政区划
江头镇下辖以下地区：
江头社区、坪岗村、涌溪村、元甫村、江头村、鱼仙村、大汉村、南甫村、武岭村和小竹村。